# Unión Latina
La Unión Latina (Unilat) fue una organización internacional, actualmente suspendida, conformada por los países que hablan algunas de las denominadas lenguas romances. Fue creada en mayo de 1954, cuando se firmó un acuerdo constitutivo en Madrid, España y fue reconocida como una institución formal a partir de 1983. Por dificultades financieras, las actividades de la Unión Latina fueron suspendidas el 26 de enero de 2012 y la secretaría general permanente de la Organización cerró sus puertas el 31 de julio de 2012, cuando fue despedido el conjunto del personal de la Organización.
Su función era promover y diseminar su herencia común y aquello que identifica al mundo latino. Su nombre en las otras lenguas oficiales era: catalán: Unió Llatina; francés: Union Latine; italiano: Unione Latina; latín: Unio Latina; portugués: União Latina; rumano: Uniunea Latină.

## Latinidad según la Unión Latina
Cuando la idea de latinidad comienza a concretarse, en la segunda mitad del siglo XIX, en el punto de convergencia de visiones poéticas, de utopías políticas y de investigaciones filosóficas, se plantea el problema de su definición. Si bien es cierto que se abandona pronto la idea de una «raza» latina, se afirma el sentimiento de pertenencia a una misma familia cuya especificidad no se funda en el linaje de la sangre o en el arraigo a un suelo, sino en la referencia a una lengua de origen, el latín, que es el héroe epónimo y el fundamento de la latinidad. Todos los miembros de esa familia saben o sienten que las fronteras entre sus lenguajes respectivos son fronteras transparentes que se pueden franquear en cualquier momento, espontáneamente y sin formalidades.
El latín es una lengua que habla del hombre. Sin duda que, antes del cristianismo, nunca se habló del hombre con tanta grandeza y simplicidad, con tanta mesura y sabiduría como en los textos que van de Cicerón a Séneca. Este lenguaje es fundador del humanismo del Renacimiento del cual nosotros somos herederos.
El latín es también una lengua que habla de la sociedad. Es la lengua que expresó el derecho y que le dio la fuerza de sus leyes inscritas en el bronce. Al caos de las pulsiones, de las contradicciones, de los intereses y de los excesos personales, el latín opone el rigor y la equidad de sus códigos que se aplican a las situaciones y a los tiempos más diversos: es el derecho, sin el cual jamás se hubiera podido transformar en ciudadanos a los habitantes de un imperio inmenso y abigarrado.
El hombre, el derecho, el saber: tal es el tesoro que el latín legó a la latinidad; pero la marcó con un sello indeleble que la hizo sensible y accesible a todos los hombres: la belleza, cantada por los poetas y los arquitectos: medida y proporción; simetría y armonía; equilibrio y claridad, las palabras mismas que dan cuenta de las reglas que presiden la organización y el funcionamiento del cosmos.

## Criterios
Desde su fundación en 1954, el número de países miembros subió de los 12 originales a 36 en cuatro continentes. Cualquier país que deseara formar parte de la unión debía seguir los siguientes criterios:
- Criterios de lingüística
  - Idioma oficial derivado del latín.
  - Idioma derivado del latín usado para la educación.
  - Idioma derivado del latín en los medio de comunicación y en la prensa.

- Criterios lingüísticos/culturales
  - Existencia de una cantidad significante de literatura en la lengua derivada del latín.
  - Existencia de prensa y publicaciones en la lengua derivada del latín.
  - Existencia de televisores con una fuerte proporción de programación en la lengua derivada del latín.
  - Radiodifusiones en idioma derivado del latín con amplia difusión.

- Criterios culturales
  - Directo o indirecto legado de la Antigua Roma, que el Estado trata de perpetuar con la educación del idioma latín.
  - Educación en otro idioma derivado del latín foráneo al del propio país.
  - Relaciones con otros países latinos.
  - Organización social, particularmente en el área jurídica, planeada y basada en el respeto por las libertades. fundamentales, los principios fundamentales de los derechos humanos y la democracia, tolerancia y libertad de culto.

## Miembros
| Miembros | |
| - Español - Bolivia - Chile - Colombia - Costa Rica - Cuba - Ecuador - El Salvador - España - Filipinas - Guatemala - Guinea Ecuatorial - Honduras - Nicaragua - Panamá - Paraguay - Perú - República Dominicana - Uruguay - Venezuela | - Portugués (português) - Angola - Brasil - Cabo Verde - Guinea-Bisáu - Mozambique - Portugal - Santo Tomé y Príncipe - Timor Oriental - Francés (français) - Costa de Marfil - Francia - Haití - Mónaco - Senegal - Italiano (italiano) - Italia - San Marino - Rumano (română) - Moldavia - Rumania - Catalán (català) - Andorra - España |
| Observadores permanentes | |
| - Español - Argentina - México | - Italiano - Orden de Malta - Latín - Ciudad del Vaticano |

Los idiomas oficiales de la Unión Latina eran (por orden descendente en cantidad de hablantes según Ethnologue): el español, el portugués, el francés, el italiano, el rumano y el catalán. Los cuatro primeros idiomas son los usados en sus trabajos, y todos los textos de difusión general deben estar traducidos a ellos.
La Unión Latina estuvo conformada por los siguientes países:
19 del idioma español: Bolivia, Chile, Colombia, Costa Rica, Cuba, Ecuador, El Salvador, España, Filipinas, Guatemala, Guinea Ecuatorial, Honduras, Nicaragua, Panamá, Paraguay, Perú, República Dominicana, Uruguay y Venezuela.
8 del idioma portugués: Angola, Brasil, Cabo Verde, Guinea-Bisáu, Mozambique, Portugal, Santo Tomé y Príncipe y Timor Oriental.
5 del idioma francés: Costa de Marfil, Francia, Haití, Mónaco y Senegal.
2 del idioma italiano: Italia y San Marino.
2 del idioma rumano: Moldavia y Rumania.
2 del idioma catalán: Andorra y España.
En el caso del idioma español, hay países que lo comparten junto con otras lenguas que son oficiales, tales como Bolivia y Perú, junto con el quechua y el aimara; España, junto con las demás lenguas autonómicas y también oficiales además del castellano (en sus respectivas comunidades) como el catalán, el gallego, el euskera o Vasco (que no es una lengua latina) y el aranés; y Paraguay, junto con el guaraní (que también es lengua oficial de Bolivia).
En el caso de Filipinas, el español fue lengua oficial desde 1522 (todavía no existía como estado Español, si no, como Reino de Castilla) hasta 1987. Este idioma en este país asiático no ha dejado de ser algo significativo en el aspecto cultural e histórico, ya que en castellano se escribió acerca de la historia y en la prensa de esta nación, además de que, en años recientes, el interés por el idioma en este país ha aumentado, y su número de hispanohablantes está ascendiendo.
No forma parte Estados Unidos pese a que es el segundo país, después de México, con mayor número de hablantes de español.
En el caso del idioma francés, Haití lo comparte junto con el criollo haitiano (derivado del francés como lengua criolla). Mónaco lo comparte junto con el dialecto monegasco (del ligur), la primera lengua oficial. Pese a que el francés es oficial en todo el país junto al inglés, Canadá no forma parte de la unión.
En el caso del idioma portugués, Portugal lo comparte junto con el mirandés, y Timor Oriental junto con el tetun, la primera lengua oficial.

## Observadores permanentes
Países como Argentina y México, y entidades soberanas como la Ciudad del Vaticano y la Orden de Malta fueron observadores permanentes, pero nunca ingresaron a la organización como miembros plenos.

## Organización
La Unión estaba compuesta por tres órganos principales, a saber, el Congreso, el Consejo Ejecutivo y la Secretaría General.

### Congreso
El Congreso, que estaba integrado por los representantes de todos los Estados miembros, se reunía en asamblea ordinaria cada dos años. Sus principales funciones eran
- aprobar el presupuesto,
- definir la dirección general de la Unión,
- recibir formalmente a los nuevos Estados miembros y
- elegir y designar a los distintos Estados miembros para que fueran Presidentes, Vicepresidentes y miembros de las suborganizaciones de la Unión.

El Congreso también elegía a un Presidente y dos Vicepresidentes. Oleg Serebrian, de la República de Moldavia, fue el último Presidente.
También había dos órganos auxiliares del Congreso, a saber, la Comisión de Adhesiones y la Comisión de Candidaturas.
La Comisión de Adhesiones estaba integrada por 10 Estados miembros y era responsable de promover la adhesión de todos los Estados miembros de la Unión.
La Comisión de Candidaturas estaba integrada por 9 Estados miembros y era la encargada de examinar la validez de las candidaturas, teniendo en cuenta la división geográfica y lingüístico-cultural.

### Consejo Ejecutivo
El Consejo Ejecutivo era el órgano ejecutivo de la Unión. Estaba integrado por 12 Estados miembros, elegidos por el Congreso cada cuatro años, y dirigido por un Presidente y dos Vicepresidentes, también elegidos por el Congreso.
Existían también dos comisiones auxiliares subordinadas al Consejo Ejecutivo:
- La Comisión de Finanzas y Programas
- La Comisión de Estatutos

### Secretaría General
La Unión Latina estaba dirigida por un secretario general nombrado cada cuatro años por el Congreso. El secretario se encargaba de la ejecución de los programas e implementaba las decisiones tomadas por el Congreso y el Consejo Ejecutivo en materia de presupuesto y dirección general. José Luis Dicenta Ballester fue en un tiempo secretario general de la Unión.
Bajo la supervisión del secretario general, había 4 directores:
- Director de Administración y Finanzas
- Director de Cultura y Comunicación
- Director de Promoción y Educación de las Lenguas
- Director de Terminología e Industria de las Lenguas

### Finanzas
La financiación de la Unión se sustentaba principalmente con contribuciones obligatorias de los Estados miembros. Para algunas actividades, la Unión podía colaborar con otras instituciones públicas o privadas.

## Lenguas romances por número de hablantes
No hay consenso sobre el número de lenguas romances, a continuación en la siguiente tabla se muestran estas proyecciones sobre los números estadísticos de las lenguas romances más habladas:  
| Lengua                                                                 | Hablantes nativos [cita requerida] | Hablantes totales [cita requerida] | Estatus | Regulado por                                                        |
| ---------------------------------------------------------------------- | ---------------------------------- | ---------------------------------- | --- | ------------------------------------------------------------------- |
| Español                                                                | 497 000 000                        | 599 000 000                        | Oficial en 20 países, Puerto Rico y en algunos estados de Estados Unidos como lengua administrativa. Reconocido también en la Constitución de Filipinas, sólo como lengua opcional o voluntaria.        | Asociación de Academias de la Lengua Española                       |
| Francés                                                                | 93 000 000                         | 300 000 000 500 000 000            | Oficial en 27 países + 10 regiones y territorios subnacionales. | Académie française                                                  |
| Portugués                                                              | 250 000 000                        | 273 000 000                        | Oficial en 9 países + un territorio dependiente | Academia Brasileña de las Letras Academia de las Ciencias de Lisboa |
| Italiano                                                               | 64 000 000                         | 85 000 000                         | Oficial en 4 países, 1 región y 4 ciudades. | Academia della Crusca                                               |
| Rumano                                                                 | 23 600 000                         | 27 600 000                         | Oficial en 2 países y una región autónoma | Academia Rumana Academia de las Ciencias de Moldavia                |
| Catalán                                                                | 4 980 600                          | 10 048 969                         | Oficial en Andorra, cooficial en las regiones de Cataluña, Comunidad Valenciana y Baleares y lengua propia en la Franja de Poniente (Aragón) de España; oficial en Perpiñán (Francia) y Alguer (Italia) | Institut d'Estudis Catalans Institut Aragonès del Català            |
| Los idiomas con estatus "-" carecen de reconocimiento o estatus legal. |                                    |                                    | |                                                                     |